# Miecz (budownictwo)

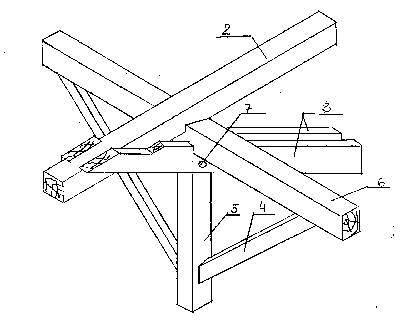
Miecz (4) w wiązarze płatwiowo-kleszczowym

Miecz (budownictwo) – ukośna belka drewniana w więźbie dachowej, usztywniająca dwa ustawione pod kątem elementy konstrukcji.
- W wiązarach płatwiowo-kleszczowych podpiera płatwie, przez co zmniejsza jej rozpiętość. Usztywnia konstrukcję ramy złożonej z płatwi i słupka (stolca).
- W konstrukcji sumikowo-łątkowej ścian drewnianych ukośna belka w narożnym polu, rodzaj zastrzału.
- Miecz stropowy – krótki skośny element łączący krokiew lub słupek z belką wiązarową.